# Източен Босфор
Източен Босфор (на руски: Босфор Восточный) е пролив в залива Петър Велики на Японско море при Владивосток, Приморски край, Русия.

## География
Свързва половините на з-в Петър Велики (Амурски и Усурийски заливи) и разделя полуостров Муравьов-Амурски от остров Руски.
В югоизточната част на пролива (извън снимката от космоса) се намира малкият остров Скрипльов. На него през 1877 г. заработва първият морски фар в залива Петър Велики.

## История
Първият руски кораб, за който е документирано, че е минал през пролива, е парната корвета „Америка“ - през 1858 г. На следващата година районът е посетен от граф Николай Муравьов-Амурски, генерал-губернатор на Източен Сибир. Той нарича най-големия залив на пролива Златен рог поради приликата му с истанбулския залив и, продължавайки аналогията, нарича пролива Източен Босфор.